# SN 2005ib
SN 2005ib – supernowa typu Ia odkryta 11 października 2005 roku w galaktyce A013125-0036. W momencie odkrycia miała maksymalną jasność 22,90m.